# Catalaans voetbalelftal (mannen)
Het Catalaans voetbalelftal is een team dat Catalonië vertegenwoordigt bij internationale voetbalwedstrijden. Het voetbalelftal wordt niet officieel erkend door de FIFA en is dus uitgesloten van deelname voor het WK en het EK. Wel won La Selecció driemaal de Copa Príncipe de Asturias en speelt het één tot twee keer per jaar een wedstrijd. Van 2009 tot 2013 was Johan Cruijff bondscoach.

## Erelijst
Copa Príncipe de Asturias (3x)
Winnaar: 1916, 1924, 1926
Finalist: 1915, 1917

## Geschiedenis
Het Catalaans elftal speelde de eerste wedstrijd in mei 1904 tegen Espanyol. Na enkele wedstrijden tegen clubteams volgde in 1912 tegen het Frankrijk in Parijs de eerste internationale wedstrijd, die met 7-0 werd verloren.
In de jaren tien en twintig was het Catalaans elftal een van de dominerende selecties in de Copa Príncipe de Asturias, een voormalig bekertoernooi voor Spaanse regionale selecties. Met drie  titels (1916, 1924 en 1926) is het bovendien de recordkampioen van dit toernooi. In 1916 won het Catalaans elftal van Selección Centro (2-2, 6-3). In 1917 verloor Catalunya de finale met 0-2 van Centro. In 1924 werd de titel behaald ten koste van Centro over twee wedstrijden (4-4, 3-2) die werden gespeeld in San Mamés. Alle Catalaanse doelpunten werden gemaakt door FC Barcelona-spelers: Josep Samitier (2), Vicenç Piera en Sagibarbá scoorden in de eerste wedstrijd, Domènec Carulla, Samitier en Piera waren in de replay trefzeker. In 1926 werd tweemaal gewonnen van Asturië (2-0, 4-3). Paulino Alcántara was destijds een van de doelpuntenmakers. De jaren twintig en begin jaren dertig gelden als de anys daurats (gouden jaren) van het Catalaans elftal. Er was sprake van een sterk team, de Copa Príncipe de Asturias werd meerdere malen gewonnen en er werd een groot aantal wedstrijden gespeeld met als hoogtepunt een dubbele ontmoeting met Brazilië, dat in Europa was voor deelname aan het wereldkampioenschap van 1934.
Onder het bewind van Francisco Franco speelde La Selecció enkele wedstrijden tegen regionale selecties en clubteams. In deze periode speelden diverse niet-Catalanen voor het team, waaronder César Rodríguez, Ladislao Kubala, Luis Suárez, Alfredo Di Stéfano, Hugo Sotil, Johan Cruijff en Johan Neeskens.
Nadat in de jaren tachtig geen enkele wedstrijd werd gespeeld, speelde het Catalaans elftal in 1990 tegen CE Sabadell en gastspeler Hristo Stoichkov maakte het Catalaanse doelpunt (1-1). Na een wedstrijd tegen een selectie van buitenlandse spelers uit de Primera División ter ere van Kubala in 1993 (4-4), bracht de Catalaanse bond in 1995 het Catalaans elftal weer echt tot ontwikkeling. Àngel Alonso werd aangesteld als vaste bondscoach en FC Barcelona was de tegenstander in de eerste wedstrijd onder zijn leiding. Uiteindelijk werd in 1997 tegen Bulgarije de eerste interland gespeeld. Hiermee werd een traditie ingezet om jaarlijks rond Kerst een wedstrijd te spelen tegen een nationaal elftal. In 2002, 2004, 2006 en 2008 werd bovendien in de voorbereiding van een groot toernooi een interland gespeeld. Alonso werd in 2005 opgevolgd door Pere Gratacós. Van 2009 tot 2013 was Johan Cruijff bondscoach.

## Bondscoaches
| Bondscoach                         | Periode    |
| ---------------------------------- | ---------- |
| José Lasplazas                     | 1941-1971  |
| José Santamaría                    | 1973       |
| Josep Gonzalvo                     | 1976       |
| Ladislao Kubala                    | 1990       |
| Carles Rexach en Josep Maria Fusté | 1993       |
| Àngel "Pichi" Alonso               | 1995-2005  |
| Pere Gratacós                      | 2005-2009  |
| Johan Cruijff                      | 2009-2013  |
| Gerard López                       | 2013-heden |

## Bekende (oud-)spelers

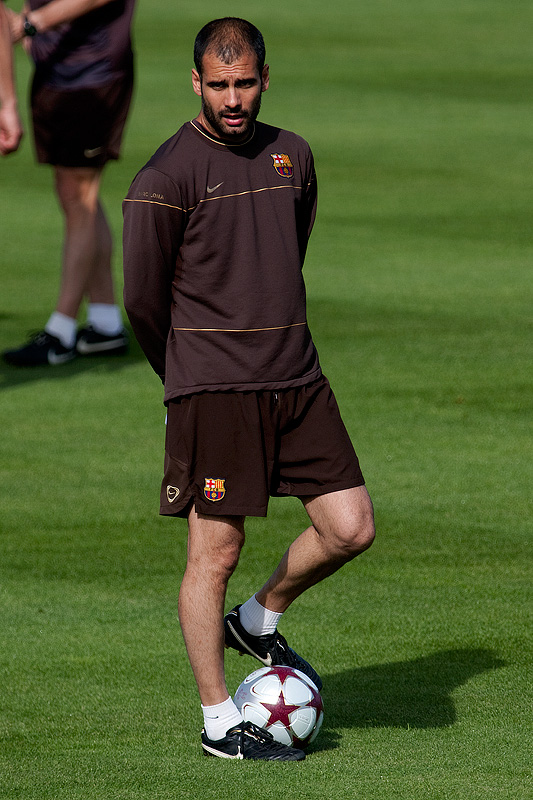
Josep Guardiola

### Catalanen
zie ook: Lijst van Catalaanse internationals vanaf 1997
| - Jordi Alba - Paulino Alcántara - Quique Álvarez - Xavier Aguado - Estanislao Basora - Bojan - Joan Capdevila - Albert Celades - Cesc - Ferran Corominas - Damià - Albert Ferrer - Gabri - Luis García - Ferran Jutglà |  | - Sergio García - Gerard - Josep Guardiola - Antoni Jiménez - Jordi López - Alberto Lopo - Albert Luque - Miguel Ángel - Fernando Navarro - Oleguer - Òscar - Vicenç Piera - Gerard Piqué - Carles Puyol |  | - Carles Rexach - Roger - Josep Samitier - Sergi - Sergio - Óscar Serrano - Miquel Soler - Jonathan Soriano - Raúl Tamudo - Justo Tejada - Xavi - Víctor Valdés - Joan Verdú - Ricardo Zamora |

### Niet-Catalanen
- Emili Sagi Liñan, beter bekend als Sagi-Barba; Argentijns voetballer van Catalaanse afkomst.
- Evaristo; Braziliaans voetballer, die met Barcelona tussen 1957 en 1962 onder meer twee landstitels en twee Europacups III won. Door zijn sterke aandeel in de successen ontving de populaire aanvaller een uitnodiging voor het Catalaans elftal.
- Johan Cruijff; Nederlands voetballer die bij FC Barcelona grote populariteit verwierf onder meer door een historische overwinning op Real Madrid in 1974 dankzij een uitblinkende Cruijff. Dit werd gevierd door de onderdrukte Catalanen als een overwinning op het Spanje van Franco.
- Jordi Cruijff, kortweg Jordi; Nederlands voetballer en zoon van Johan Cruijff. Als kind opgegroeid in Barcelona en vernoemd naar Sant Jordi, de beschermheilige van Catalonië. Speelde tussen 1995 en 2002 negen interlands voor het Catalaans elftal.
- Johan Neeskens, ook bekend als Johan Segundo; Nederlands voetballer die tijdens zijn Catalaanse periode bij FC Barcelona populariteit genoot en onder meer de Europacup II won. Speelde in 1976 één interland voor Catalonië.
- Hristo Stoitsjkov; Bulgaarse voetballer die deel uitmaakte van het zeer succesvolle Dream Team van FC Barcelona, waarmee hij als sleutelspeler in 1992 de Europacup I won. De sterspeler van de Catalaanse topclub ontving sindsdien een uitnodiging voor de selectie.

## Records
Overzicht interlands
Gespeeld: 142 interlands
Gewonnen: 72 interlands
Gelijkgespeeld: 25 interlands
Verloren: 45 interlands
Topscorer aller tijden
1. Mariano Martín, 6 doelpunten

Meest gespeelde interlands
1. Sergio González, 16 wedstrijden

## Internationale uitslagen na 1970
| Jaar          | Tegenstander          | Uitslag |
| ------------- | --------------------- | ------- |
| februari 1971 | Euskadi               | 2 - 1   |
| november 1973 | Selección Sudeste     | 2 - 1   |
| juni 1976     | Rusland               | 1 - 1   |
| december 1990 | CE Sabadell           | 1 - 1   |
| maart 1993    | Buitenlandse selectie | 4 - 4   |
| juni 1995     | FC Barcelona          | 5 - 2   |

| Jaar          | Tegenstander | Stadion                                        | Uitslag | Doelpunten                                                    | Tegendoelpunten                                   |
| ------------- | ------------ | ---------------------------------------------- | ------- | ------------------------------------------------------------- | ------------------------------------------------- |
| december 1997 | Bulgarije    | Estadi Olímpic de Montjuïc, Barcelona          | 1 - 1   | Dani                                                          | Quique Álvarez (eigen doel)                       |
| december 1998 | Nigeria      | Estadi Olímpic de Montjuïc, Barcelona          | 5 - 0   | Celades, Tamudo, Òscar (2), Barbarà                           | -                                                 |
| december 1999 | Joegoslavië  | Estadi Olímpic de Montjuïc, Barcelona          | 1 - 0   | Óscar                                                         | -                                                 |
| december 2000 | Litouwen     | Camp Nou, Barcelona                            | 5 - 0   | Xavi, Gerard, Òscar (2), Jordi Cruijff                        | -                                                 |
| december 2001 | Chili        | Camp Nou, Barcelona                            | 1 - 0   | Luis García                                                   | -                                                 |
| mei 2002      | Brazilië     | Camp Nou, Barcelona                            | 1 - 3   | Luis García                                                   | Ronaldinho (2), Edmílson                          |
| december 2002 | China        | Camp Nou, Barcelona                            | 2 - 0   | Luque, Roger                                                  | -                                                 |
| december 2003 | Ecuador      | Camp Nou, Barcelona                            | 4 - 2   | Xavi, Luis García, Sergio García (2)                          | Ordoñez, Espinoza                                 |
| mei 2004      | Brazilië     | Camp Nou, Barcelona                            | 2 - 5   | Gerard, Sergio García                                         | Ronaldo (2), Ricardo Oliveira, Júlio Baptista (2) |
| december 2004 | Argentinië   | Camp Nou, Barcelona                            | 0 - 3   | -                                                             | Scaloni, Maxi Rodríguez, Galleti                  |
| december 2005 | Paraguay     | Camp Nou, Barcelona                            | 1 - 1   | Soriano                                                       | Dante López                                       |
| mei 2006      | Costa Rica   | Estadi Olímpic de Terrassa, Terrassa           | 2 - 0   | Roger, Piti Medina                                            | -                                                 |
| oktober 2006  | Baskenland   | Camp Nou, Barcelona                            | 2 - 2   | Verdú, Luque                                                  | Aritz Aduriz, Llorente                            |
| december 2007 | Baskenland   | San Mamés, Bilbao                              | 1 - 1   | Bojan                                                         | Aritz Aduriz                                      |
| mei 2008      | Argentinië   | Camp Nou, Barcelona                            | 0 - 1   | -                                                             | Lavezzi                                           |
| december 2008 | Colombia     | Camp Nou, Barcelona                            | 2 - 1   | Bojan, Verdú                                                  | Montero                                           |
| december 2009 | Argentinië   | Camp Nou, Barcelona                            | 4 - 2   | Sergio Garcia, Bojan, Sergio González, Moisés Hurtado         | Javier Pastore, Ángel Di María                    |
| december 2010 | Honduras     | Estadi Olímpic de Montjuïc, Barcelona          | 4 - 0   | Ferran Corominas, Sergio Garcia, Bojan (2)                    | -                                                 |
| december 2011 | Tunesië      | Estadi Olímpic de Montjuïc, Barcelona          | 0 - 0   | -                                                             | -                                                 |
| januari 2013  | Nigeria      | Estadi Cornellà-El Prat, Cornellà de Llobregat | 1 - 1   | Sergio González                                               | Dike Bright                                       |
| december 2013 | Kaapverdië   | Estadi Olímpic de Montjuïc, Barcelona          | 4 - 1   | Sergio Garcia (2), Bojan, Oriol Riera                         | Djaniny                                           |
| december 2014 | Baskenland   | San Mamés, Bilbao                              | 1 - 1   | Sergio Garcia                                                 | Aritz Aduriz                                      |
| december 2015 | Baskenland   | Camp Nou, Barcelona                            | 0 - 1   | -                                                             | Aritz Aduriz                                      |
| december 2016 | Tunesië      | Estadi Montilivi, Girona                       | 3 - 3   | Gerard Moreno, Sergio Garcia, Joan Verdú                      | Youssef Msakni (3)                                |
| maart 2019    | Venezuela    | Estadi Montilivi, Girona                       | 2 - 1   | Bojan Krkić, Javier Puado                                     | Roberto Rosales                                   |
| mei 2022      | Jamaica      | Estadi Montilivi, Girona                       | 6 - 0   | Gerard Deulofeu (3), Marc Bartra, Ferran Jutglà, Javier Puado | -                                                 |

## Catalaanse selectie 2015
| Naam                | Positie      | Club              |
| ------------------- | ------------ | ----------------- |
| Pau López           | doelman      | RCD Espanyol      |
| Jordi Masip         | doelman      | FC Barcelona      |
| Gerard Piqué        | verdediger   | FC Barcelona      |
| Jordi Alba          | verdediger   | FC Barcelona      |
| Marc Bartra         | verdediger   | Borussia Dortmund |
| Martín Montoya      | verdediger   | Internazionale    |
| Aleix Vidal         | verdediger   | FC Barcelona      |
| Víctor Álvarez      | verdediger   | RCD Espanyol      |
| Alberto De La Bella | verdediger   | Real Sociedad     |
| Dídac Vilà          | verdediger   | AEK Athene        |
| Sergio Busquets     | middenvelder | FC Barcelona      |
| Sergi Roberto       | middenvelder | FC Barcelona      |
| Javier Márquez      | middenvelder | Granada CF        |
| Joan Verdú          | middenvelder | ACF Fiorentina    |
| Piti                | middenvelder | Granada CF        |
| David López         | middenvelder | SSC Napoli        |
| Joan Jordan         | middenvelder | RCD Espanyol      |
| Keita Baldé         | aanvaller    | Lazio Roma        |
| Víctor Rodríguez    | aanvaller    | Getafe CF         |
| Álvaro Vázquez      | aanvaller    | Getafe CF         |
| Gerard Moreno       | aanvaller    | RCD Espanyol      |
| Sergio García       | aanvaller    | Al Rayyan         |